# David Price (bokser)
David Price (ur. 6 lipca 1983 w Liverpoolu) – angielski bokser, brązowy medalista z igrzysk olimpijskich w Pekinie (2008) w kategorii superciężkiej.

## Kariera amatorska
W 2004 wystąpił na mistrzostwach Europy w boksie amatorskim w Puli, gdzie w ćwierćfinale przegrał z Włochem Roberto Cammarelle w stosunku 42–22.
Rok później na mistrzostwach świata w Mianyang przegrał już w pierwszej walce z Robertem Heleniusem. W 2006 zdobył złoty medal na Igrzyskach Wspólnoty Narodów.
W 2007 wystąpił na mistrzostwach świata w Chicago, gdzie pokonał kolejno Marko Tomasovića, Mohameda Samoudi i Primislava Dimovskiego, jednak w ćwierćfinale nie przystąpił do walki z Roberto Cammarelle z uwagi na kontuzję.
Na igrzyskach olimpijskich w Pekinie zdobył brązowy medal. W pierwszej walce pokonał przez RSC w drugiej rundzie Isłama Timurzijewa, a następnie pokonał już w pierwszej rundzie Jaroslavasa Jakšto. W półfinale przegrał w drugiej rundzie z Roberto Cammarelle.

## Kariera zawodowa
W marcu 2009 przeszedł na zawodowstwo. Do końca 2012 roku stoczył 15 zwycięskich pojedynków, z czego 13 wygrał przed czasem. Pokonał m.in. przez techniczny nokaut w pierwszej rundzie mistrza olimpijskiego z Sydney Audleya Harrisona. W 2013 roku dwukrotnie mierzył się z Tonym Thompsonem. 23 lutego 2013 roku doznał pierwszej porażki w karierze po tym, jak został znokautowany przez Thompsona w drugiej rundzie. 6 lipca 2013 roku doszło do pojedynku rewanżowego, w którym ponownie lepszym okazał się Thompson, pokonując Price’a przez techniczny nokaut w piątej rundzie, mimo że sam w drugiej rundzie był liczony.
Od początku 2014 roku stoczył cztery kolejne zwycięskie pojedynki z mniej znanymi rywalami (trzy z nich zakończył przed czasem), jednak 17 lipca 2015 został znokautowany w drugiej rundzie przez Erkana Tepera. Po wygraniu kolejnych dwóch pojedynków z mniej znanymi bokserami doznał kolejnej porażki – z Rumunem Christianem Hammerem (techniczny nokaut w 7. rundzie).
31 marca 2018 w Cardiff, został znokautowany w piątej rundzie przez Rosjanina Aleksandra Powietkina (34-1, 24 KO).